# الدار منصورف
الدار منصورف (ترکی آذربایجانی: Eldar Bəhram oğlu Mansurov) موسیقیدان، آهنگ‌ساز و ترانه‌سرای اهل جمهوری آذربایجان است. وی همچنین دارنده لقب افتخاری هنرمند خلق آذربایجان می‌باشد.

## زندگی
الدار منصورف در ۲۸ فوریه سال ۱۹۶۲، در باکو زاده شد. پدر وی بهرام منصورف از نوازندگان و سازندگان بزرگ تار آذربایجان بوده است.وی دانش‌آموخته کلاس پیانو از «کنسرواتوار آصف زینالی» (۱۹۶۸–۱۹۷۲)، و رشته آهنگ‌سازی از آکادمی موسیقی باکو (۱۹۷۴–۱۹۷۹) می‌باشد. در سال ۱۹۸۱ و ۱۹۹۹ به ترتیب در «اتحادیه آهنگ‌سازان آذربایجان شوروی» و «اتحادیه فیلمسازان جمهوری آذربایجان» درآمد.
او در بسیاری از کنسرتهای کلاسیک و معروف شرکت کرده و موسیقی متن برای تعدادی از فیلمها و نمایشهای تئاتر و همچنین آهنگهای «بایاتیلار» و «بهرامنامه» را نوشته‌است. موسیقی «بایاتیلار» که با ترانه‌سرایی «واحد عزیز» و آهنگ‌سازی الدار منصور خلق شده بود، در اجرای «برلیانت داداش‌اوا» آوازه بسزایی در آذربایجان، روسیه، ترکمنستان و کشورهای اروپایی شامل ترکیه، یونان، آلمان، اسپانیا و فرانسه و همچنین جهان عرب و برزیل یافت.
بعدها دی‌جیهای ترکیه ای «حسین کارادایی» و «جم نادیران» در آلبوم «معجزه‌ها» و همچنین دی‌جی یونانی «پانتلیس» در آلبوم «یک آرزو دارم» با انجام تغییراتی نمونه‌ها جدیده این آهنگ را معرفی کردند. در سال ۲۰۰۹، موسیقیدانان رومانیایی ادوارد مایا و ویکا جیگولینا رقص اروپایی «عشق استریو» (به انگلیسی: Stereo Love) را با استفاده از آهنگ «بایاتیلار» ساختند. در یی اختلافات بر سر حق تکثیر این رقص، مایا وادر شد اذعان کند تا آن را با تکثیر از آهنگ «بایاتیلار» الدار منصورف ساخته‌است.